# Емілія Перес
«Емілія Перес» (фр. Emilia Pérez) — французький кінофільм 2024 року режисера Жака Одіара в жанрі кримінального мюзиклу. Адаптація оперного лібрето, написаного Одіаром за мотивами однієї глави роману Бориса Разона «Послухай» (фр. Écoute). Відзнятий у Франції іспанською мовою з мультинаціональним жіночим акторським ансамблем: Карлою Софією Гаскон, Зої Салданою, Селеною Гомес і Адріаною Пас.
Світова прем'єра відбулась 18 травня 2024 року в основній конкурсній програмі 77-го Каннського кінофестивалю, де чотири головні акторки були відзначені призом за найкращу жіночу роль. Сам фільм нагороджений призом журі (третє місце фестивалю) та призом за найкращу музику. 21 серпня 2024 року стрічка вийшла в театральний прокат у Франції. 7 листопада того ж року відбувся прокат в Україні, 13 листопада прем'єра відбулась в потоковому сервісі Netflix.
У вересні 2024 року «Емілія Перес» була обрана претендентом від Франції на премію «Оскар» у категорії «Найкращий міжнародний повнометражний фільм», в результаті отримавши номінації у 13 категоріях, зокрема як «Найкращий фільм». У березні 2025 року фільм виграв два «Оскари» за найкращу жіночу роль другого плану для Зої Салдани та найкращу пісню El Mal.

## Сюжет
Адвокатка Ріта Мора Кастро погоджується допомогти очільнику мексиканського наркокартелю Хуану Дель Монте виконати давню мрію — стати жінкою. Після успішної хірургічної операції родина Хуана переїздить до Швейцарії заради власної безпеки. Ріта допомагає в імітації загибелі Хуана, який розпочинає нове життя під іменем Емілії Перес.
Через чотири роки Ріта перетинається з Емілією, яка просить її перевезти у її маєток у Мехіко дітей і дружину, Джессі. Емілія представляється їм двоюрідною сестрою Хуана. Джессі переїздить до Мехіко тільки для того, щоб возз'єднатись із своїм колишнім коханцем Густаво.
Емілія стає громадською діячкою — допомагає родинам зниклих жертв наркокартелю віднайти їхні тіла. З однією з клієнток, Епіфанією, Емілія розпочинає романтичні стосунки. Дізнавшись про роман Джессі з Густаво, вона нападає на колишню дружину. Емілія припиняє фінансувати Джессі та погрожує Густаво. Коханці викрадають Емілію та вимагають викуп за неї у Ріти. Ріта знаходить їх, але після стрілянини коханцям вдається втекти разом із Емілією.
Емілія розкриває всю правду про себе Джессі. Та, відчуваючи провину, атакує Густаво, який веде автомобіль, і після нещасного випадку всі троє гинуть. Емілія Перес посмертно стає народною героїнею.

## В ролях
- Карла Софія Гаскон — Емілія Перес / Хуан «Манітас» Дель Монте
- Зої Салдана — Ріта Мора Кастро
- Селена Гомес — Джессі Дель Монте
- Адріана Пас — Епіфанія
- Едгар Рамірес — Густаво
- Марк Іванір — доктор Вассерман

## Створення
Першу сценарну чернетку Жак Одіар написав під час пандемії COVID-19. Прочитавши роман Бориса Разона «Послухай» (фр. Écoute), де історія майбутнього фільму згадувалась тільки в одній главі, режисер вирішив зробити кримінальний сюжет про гендерний перехід у формі оперного лібрето. Головний герой, адвокат, був замінений амбіційною, цинічною жінкою. Пошук акторки на роль Емілії Перес тривав довго, поки Одіар не побачив у Карлі Софії Гаскон, іспанській трансакторці, свою ідеальну кандидатку.

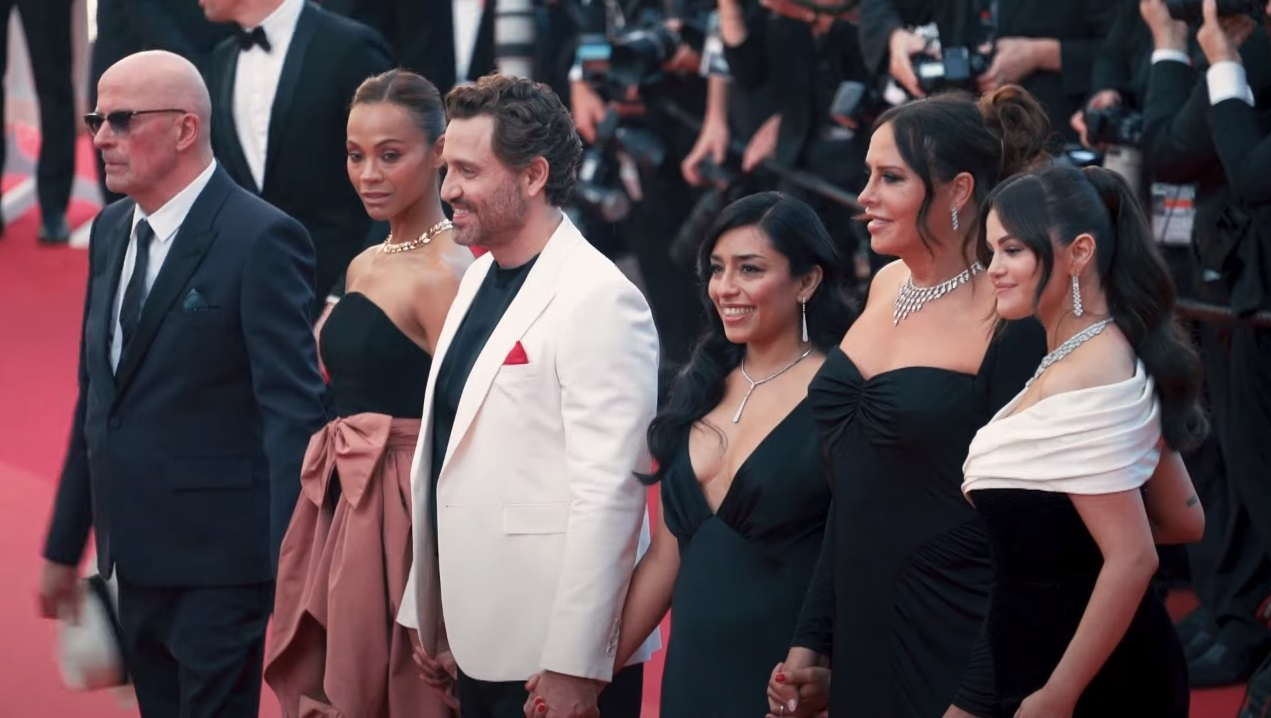
Команда фільму на каннській прем'єрі, травень 2024 року

Навесні 2020 року до роботи над піснями майбутнього мюзиклу долучились дует композитора Клемана Дюколя та співачки Каміль. Мексика, як початкова локація для фільмування («трошки шизофренічна країна», на думку режисера) була змінена на студійний простір у Парижі. Для створення театральної, примарної особливості фільму, актори тісно співпрацювали з хореографом Дам'єном Жале та оператором Steadicam Сашою Насері. Зої Салдана починала кар'єру, як танцівниця балету, тому знала, що «на репетиціях живеш і помираєш, завжди по-справжньому знаходячи себе».
Обираючи акторку на роль Джессі, дружини наркобарона, Жак Одіар згадав, що давно хотів попрацювати з Селеною Гомес, яку знав не за музикальною кар'єрою, а за ролями у фільмах «Відв'язні канікули» та «Дощовий день у Нью-Йорку». Найскладнішою для Гомес була мова її ролі, оскільки навіть режисер не володів іспанською. Єдиними на майданчику, для кого ця мова є рідною, були Карла Софія Гаскон, Адріана Пас і Едгар Рамірес. Проте співочі номери для Гомес навпаки були навіть простішими, ніж англомовні. Через спів акторці вдалось потрапити всередину своєї складної персонажки та глибше її зрозуміти. Після прем'єри Гомес назвала створення «Емілії Перес» найкращим знімальним досвідом у своєму житті разом із «Відв'язними канікулами».
Фільмування повинні були початись восени 2022 року, але через розбіжності в графіках акторів знімальний процес відклали на пів року — до травня 2023 року. Постійний співавтор Жака Одіара, Тома Бідеґен, допомагав режисеру у творчих питаннях написання сценарію. Для розширення співочого діапазону Карли Софії Гаскон творцями була застосована інноваційна технологія штучного інтелекту від української компанії Respeecher, що викликало негативну реакцію кіноспільноти.

## Сприйняття

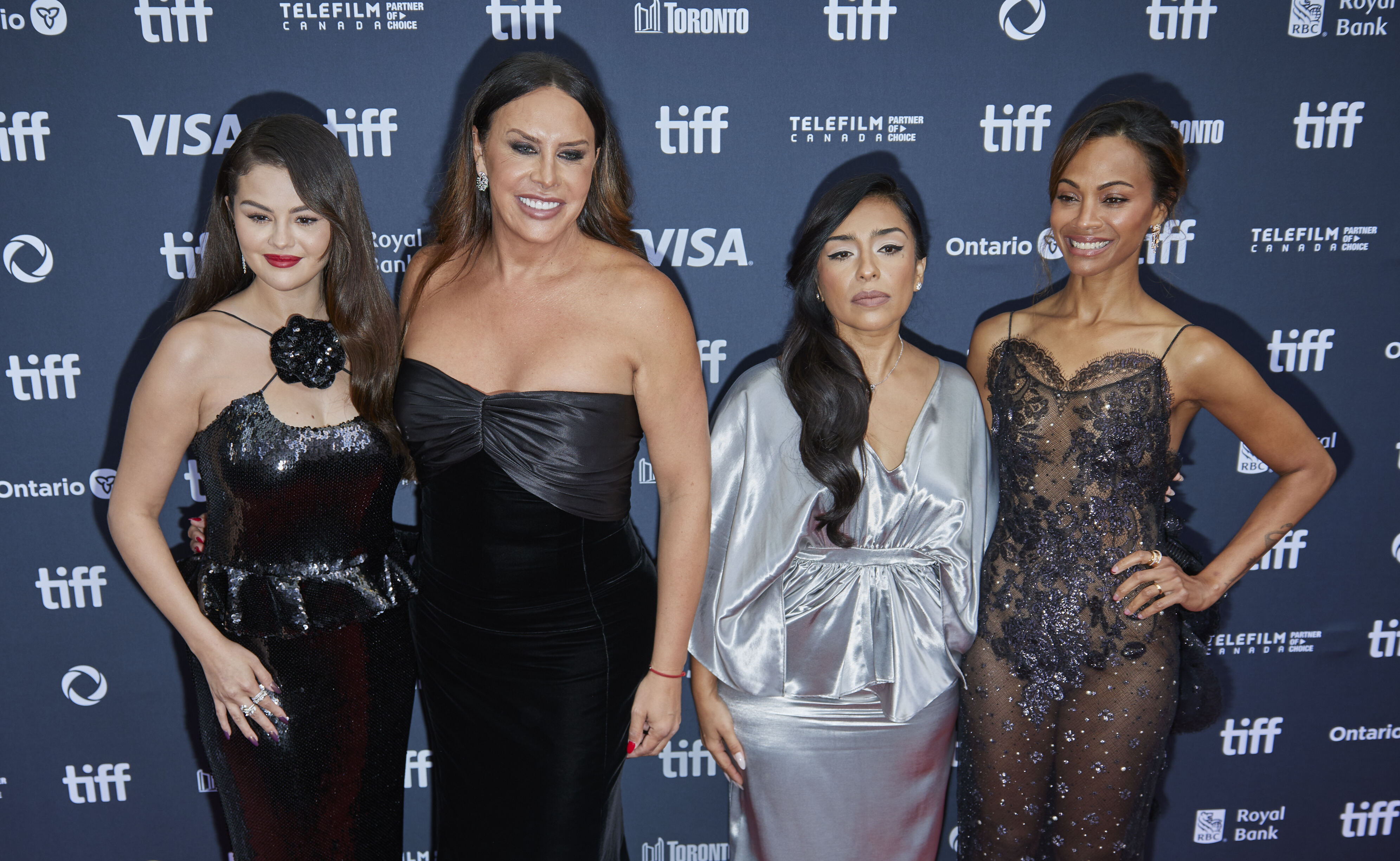
Головні акторки фільму на Міжнародному кінофестивалі в Торонто, вересень 2024 року

Після показу в Каннах аудиторія зустріла фільм та його творців 11-хвилинною (згідно з іншими повідомленнями, 9-хвилинною) стоячою овацією — однією з найдовших серед прем'єр тогорічного фестивалю. Критики відзначали незвичну поліжанровість «Емілії Перес», музичну складову стрічки та роботу акторок. Окремою увагою преси був відзначений «один із найсексуальніших іспанських монологів, коли-небудь написаних» у виконанні Селени Гомес: «Це сценарій, це не я. Вкрай потужний момент фільму, дуже поетичний» — відповідала акторка на пресконференції. За підсумковим вердиктом критиків «Емілія Перес» зайняла четверте місце серед усіх фільмів основного конкурсу Канн: середній бал — 2,5 з 5. З цим були практично солідарні й судді, які присудили стрічці приз журі, що вважається «бронзою» фестивалю.
Наталія Серебрякова (Vogue Ukraine) так писала про пісенну сторону фільму:
|  | У фільмі великий діапазон різноманітних музичних номерів: від латиноамериканської попмузики до мексиканського фолку. Результат виявляється дуже хвилюючим: наратив шалено розгойдується під натиском багатошарової драматургії. |

Тара Брейді (The Irish Times) назвала роботу Зої Салдани «відкриттям», відзначила переосмислення жанру мюзикл Жаком Одіаром за допомогою хореографії, операторської роботи та дизайну, які «порівну розділили між собою шпрехгезанські інновації режисера».
Сам Жак Одіар називав свій фільм «сумішшю мильної опери, комедійного мюзиклу та наркотиків». Натепер рейтинг «Емілії Перес» на Metacritic — 71 %, на Rotten Tomatoes — 76 %. За підсумками 2024 року «Емілія Перес» увійшла до компіляційного переліку 30 найкращих фільмів року. Для визначення цього було проаналізовано понад 900 особистих списків найкращих фільмів року від світових кінокритиків.

## Нагороди
- Каннський кінофестиваль 2024 — приз журі, приз за найкращу жіночу роль (Карла Софія Гаскон, Зої Салдана, Селена Гомес, Адріана Пас), приз за найкращу музику (Клеман Дюколь, Каміль)
- Міжнародний кінофестиваль в Торонто — 2 місце призу «Вибір глядачів»[15]
- Стокгольмський міжнародний кінофестиваль — 2 призи: за найкращий фільм (ФІПРЕССІ), приз глядачів
- Кінофестиваль у Мілл-Веллі — приз за роботу акторського ансамблю (Карла Софія Гаскон, Зої Салдана, Селена Гомес, Адріана Пас, Едгар Рамірес, Марк Іванір)
- Кінофестиваль у Міддлбурзі — приз за акторську роботу (Зої Салдана)
- Міжнародний кінофестиваль кіно та музики на Іскії — приз за акторський прорив (Карла Софія Гаскон)
- Голлівудська премія за музику у візуальних медіа — 2 номінації: «Найкраща оригінальна пісня» (El Mal, Mi Camino), 3 перемоги: «Найкращий музичний фільм», «Найкраще виконання пісні» (Зої Салдана, El Mal), «Найкраща музика» (Каміль, Клеман Дюколь)
- Європейський кіноприз — 5 нагород: «Найкращий фільм», «Найкращий режисер» (Жак Одіар), «Найкраща акторка» (Карла Софія Гаскон), «Найкращий сценарист» (Жак Одіар), «Найкращий монтаж» (Жюльєт Вельфлінг)
- Премія «Астра» — 4 нагороди: «Найкращий міжнародний фільм», «Найкраща акторка другого плану» (Зої Салдана), «Найкраща музика» (Каміль, Клеман Дюколь), «Найкраща пісня» (Mi Camino); 7 номінацій: «Найкращий фільм», «Найкращий режисер» (Жак Одіар), «Найкраща акторка» (Карла Софія Гаскон), «Найкраща акторка другого плану» (Селена Гомес), «Найкращий акторський ансамбль», «Найкраща пісня» (El Mal), «Найкращий кастинг»
- Премія «Золотий глобус» — 4 нагороди: «Найкращий фільм — комедія або мюзикл», «Найкращий іншомовний фільм», «Найкраща акторка другого плану» (Зої Салдана), «Найкраща пісня» (El Mal); 6 номінацій: «Найкращий режисер» (Жак Одіар), «Найкращий сценарій» (Жак Одіар), «Найкраща акторка у комедії або мюзиклі» (Карла Софія Гаскон), «Найкраща акторка другого плану» (Селена Гомес), «Найкраща музика» (Каміль, Клеман Дюколь), «Найкраща пісня» (Mi Camino)
- Премія «Вибір критиків» — 3 нагороди: «Найкращий фільм іноземною мовою», «Найкраща акторка другого плану» (Зої Салдана), «Найкраща пісня» (El Mal); 7 номінацій: «Найкращий фільм», «Найкращий режисер» (Жак Одіар), «Найкраща акторка» (Карла Софія Гаскон), «Найкращий акторський ансамбль», «Найкращий адаптований сценарій» (Жак Одіар), «Найкраща музика» (Каміль, Клеман Дюколь), «Найкраща пісня» (Mi Camino)
- Премія Гільдії кіноакторів США — нагорода в категорії «Найкраща жіноча роль другого плану» (Зої Салдана); 2 номінації: «Найкраща жіноча роль» (Карла Софія Гаскон), «Найкраща робота акторського складу»
- Премія Гільдії режисерів Америки — номінація за найкращу режисерську роботу в ігровому кінофільмі (Жак Одіар)
- Премія BAFTA — 2 нагороди: «Найкращий неангломовний фільм», «Найкраща жіноча роль другого плану» (Зої Салдана), 9 номінацій: «Найкращий фільм», «Найкраща режисерська робота» (Жак Одіар), «Найкраща жіноча роль» (Карла Софія Гаскон), «Найкраща жіноча роль другого плану» (Селена Гомес), «Найкращий адаптований сценарій» (Жак Одіар), «Найкраща музика» (Каміль, Клеман Дюколь), «Найкраща операторська робота» (Поль Гійом), «Найкращий монтаж» (Жюльєт Вельфлінг), «Найкращий грим та укладання волосся»
- Премія «Оскар» — 2 нагороди: «Найкраща акторка другого плану» (Зої Салдана), «Найкраща пісня» (El Mal); 11 номінацій: «Найкращий фільм», «Найкращий міжнародний фільм», «Найкращий режисер» (Жак Одіар), «Найкраща акторка» (Карла Софія Гаскон), «Найкращий адаптований сценарій» (Жак Одіар), «Найкраща музика» (Каміль, Клеман Дюколь), «Найкраща пісня» (Mi Camino), «Найкраща операторська робота» (Поль Гійом), «Найкращий грим та укладання волосся», «Найкращий монтаж» (Жюльєт Вельфлінг), «Найкращий звук»